# Aglaja Veteranyi
Aglaja Veteranyi (Bucarest, 17 mai 1962 - Zurich, 3 février 2002) est une écrivaine et comédienne suisse d'origine roumaine. 

## Biographie
Ses parents, Alexandru et Iosephina Veteranyi, étaient artistes de cirque. Dès 1965, elle se produit avec ses parents. En 1967, la famille doit fuir la Roumanie et s'établit à Zurich. Elle se forme au métier de comédienne dès 1979 et participe aux groupes Die Wortpumpe et Die Engelmaschine.
Auteure de romans, poèmes et pièces de théâtre, elle reçoit le prix artistique de Berlin et le prix Adalbert-von-Chamisso pour son roman Pourquoi l'enfant cuisait dans la polenta paru en 1999. Elle y raconte la vie d'exilés roumains dans le milieu du cirque du point de vue d'un enfant.
Elle se donne la mort le 3 février 2002 à Zurich.

## Œuvre
- Ein Totentanz: Geschenke, Edition Peter Petrej, Zürich, 1999.
- Warum das Kind in der Polenta kocht, Deutsche Verlags-Anstalt, Stuttgart 1999.
- Das Regal der letzten Atemzüge, Deutsche Verlags-Anstalt, Stuttgart/München, 2002.

### Œuvre traduite en français
- Pourquoi l'enfant cuisait dans la polenta, trad. Marion Graf, L'esprit des péninsules, Editions d'en bas, 2004.

## Adaptation
Pourquoi l'enfant cuisait dans la polenta a été adapté au théâtre sous le titre Chair de ma chair, spectacle de marionnette mis en scène à partir de 2006 par Ilka Schönbein.